# Rel

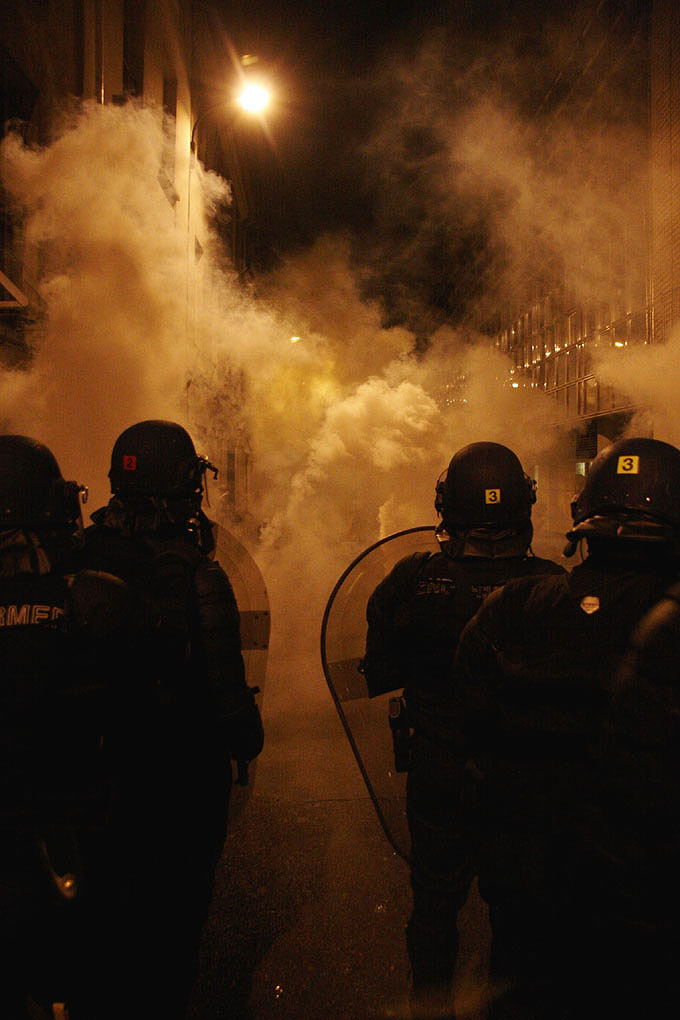
Franse oproerpolitie bij rellen in Parijs op 6 mei 2007.

Een rel is een grootschalige verstoring van de openbare orde, vaak door een groot aantal mensen dat in groepsverband geweld gebruikt tegen autoriteiten, publieke/private eigendommen, of andere mensen. Rellen kunnen dus uitdraaien op grootschalige vechtpartijen, vernielingen en plunderingen. Overheden zetten vaak oproerpolitie in om rellen in bedwang te houden of uiteen te drijven. Soms is een rel het gevolg van maatschappelijke onlust of onvrede zoals in het geval van het kroningsoproer in 1980 of rellen bij demonstraties.

## België
Enkele (bekende) rellen die op Belgisch grondgebied hebben plaatsgevonden zijn: de rellen rond de vertoning van De Stomme van Portici die uiteindelijk zouden leiden tot de Belgische Revolutie, de voedselrellen in Vlaanderen van 1847, de voedselrellen in Sint-Niklaas van 1854, de Volksopstand van 1886, het Heizeldrama en de protesten na de dood van George Floyd.

## Nederland
Sinds de jaren 1960 kan de Nederlandse politie bij een (te verwachten) grootschalige verstoring van de openbare orde de Mobiele Eenheid inzetten, mits de burgemeester van de betreffende gemeente daarvoor toestemming geeft. In ernstige gevallen kan daarnaast ook de Bijstandseenheid van de Koninklijke Marechaussee worden ingezet. 
Enkele grote rellen uit de Nederlandse geschiedenis waren het Palingoproer van 1886, het Aardappeloproer van 1917, het Kroningsoproer van 1980 en de Avondklokrellen van 2021. De krakersrellen van de jaren 1980 verminderden sterk in de jaren 1990; het werden vooral rellen rond voetbalwedstrijden (hooliganisme) die de politie bezighielden. In het eerste decennium van de eenentwintigste eeuw kwamen minder rellen voor; de rellen rond Feyenoord - Ajax in april 2005 waren de ergste sinds jaren. In de jaren 2010 liep een Facebookfeest uit op grootschalige rellen in Haren en waren er rellen rond de opvang van de sterk toegenomen stromen asielzoekers. 
In januari 2021 braken er in meer dan twintig plaatsen in Nederland rellen uit naar aanleiding van het instellen van de avondklok. Volgens de Nederlandse Politiebond ging het om de heftigste rellen in Nederland sinds de krakersrellen van 1980.